# もってる!? モテるくん
『もってる!? モテるくん』は、2012年3月18日から2015年3月29日まで毎週日曜日未明（土曜日深夜）1:28 - 2:30に、読売テレビ（ytv）で放送されていた恋愛バラエティ番組。ハイビジョン制作。

## 概要
前番組『あしたモテ期にな〜れ! てるてるモテるちゃん』をリニューアル。5upよしもと芸人が真にモテる男「モテるくん」になるにはどうすればいいのかを本気で突きつめていくというテーマであった。
『てるてるモテるちゃん』同様、芸人たちがモテるためのプレゼンをするが、モテるちゃんとしてレギュラー出演していた愛実が当番組では発言できるようになった ことと、山里亮太のコーナーが新たに設けられたこと、さらに2013年3月までは毎回女性ゲストが出演していた点が変更されている。毎回2本録りで収録が行われていた ため、基本的に女性ゲストは2週連続で出演することが多かったが、小林香菜（当時AKB48メンバー）以降は3週連続での出演が多くなっている。また芸人たちはモテるちゃんバッジに代わり、モテるくんバッジ を（各コンビ合計で）10個集めると、ご褒美として自分たちの好きなロケに行く事が出来た。
この他、2011年12月まで放送されていたオーディションバラエティ番組『ミリオンの扉』でSEAMOの総合プロデュースによりCDデビューした「5upよしもと ウタノチカラプロジェクト」 の合格者6名によるユニット・5uppersの最新情報をはじめ、5upよしもとメンバーによるカウントダウンライブとのコラボ企画などが放送されている。
当番組でも、CMに入る前などに、ライブや舞台、最新映画などの情報を挿入する編成が受け継がれていた。

### 第1期
『てるてるモテるちゃん』に出演していたZEROメンバー10組が引き続き出演。2012年10月14日放送より、一部リニューアル。
2013年2月15日（14日深夜）の1:08 - 2:08には「一流企業にモテるくん」のスピンオフ特番として、『もってる!?モテるくん特別企画 俺たちにまかせろ!!一流企業PR大作戦』を放送。
2013年2月24日放送の「1期生卒業スペシャル」で、ジャルジャル・スマイル・銀シャリ・ウーマンラッシュアワー・スーパーマラドーナ・学天即の6組が番組を卒業。

### 第2期
2013年3月10日放送からは、5upよしもとの新システムで煌〜kirameki〜TOPとなった天竺鼠・GAG・かまいたちと、煌〜kirameki〜Memberの中から「煌〜kirameki〜Battle」の上位3組であるアイロンヘッド・プリマ旦那・藤崎マーケットが第2期のモテるくんメンバーとなった（天竺鼠・かまいたち・藤崎マーケットは第1期からの残留）。ただし3カ月ごとに行われる「煌〜kirameki〜Battle」の順位によって、モテるくんメンバーのうち、煌〜kirameki〜Memberの交替が行われるようになり、6月30日の放送でプリマ旦那・アイロンヘッドが卒業し、7月6日から9月28日までは中張又張・コマンダンテが出演。10月6日からは煌〜kirameki〜Memberが「煌〜kirameki〜Battle」の上位4組に拡大され（それに伴い、モテるくんメンバーは煌〜kirameki〜TOPの3組と合わせた7組による「キラメン7」メンバーとなる）、卒業したメンバーでは初の復帰となる学天即に加え、吉田たちとアキナが出演。2014年1月からは藤崎マーケットに替わって、和牛が新たにモテるくんメンバーとなった。モテるくんバッジの数はリセットされ、改めてご褒美ロケを目指していく。
2013年4月7日放送より、番宣ミニ番組『GO!GO!しのぶちゃんねる』の放送開始と、3月まで火曜日深夜に放送されていた『ガリゲル』の放送枠移動に伴い、当番組は38分短縮となった。
2013年10月4日には5upよしもとで行われた「もってる!? モテるくん大感謝祭〜今夜限りのマル秘バトルSP〜」で番組初となる公開収録が行われた（2013年11月3日に放送）。
2014年1月2日（1日深夜）の0:50 - 2:20には「1分でハメるくん IPPUN GRAND PRIX」のスピンオフ特番として、『1分スタジアム 新春プレゼン大バトル』を放送。
2014年2月14日（13日深夜）の1:40 - 2:40には「一流企業にモテるくん」と「1分プレゼンバトル」のスピンオフ特番として、『もってる!?モテるくんスペシャル 一流企業にモテるくん 1分プレゼン大作戦!』を放送。
2014年3月30日放送の「衝撃の大卒業スペシャル」で、天竺鼠・GAG少年楽団・かまいたち・藤崎マーケット・学天即・アキナ・和牛の7組が番組を卒業。

### 第3期
2014年4月6日より、新たに煌〜kirameki〜TOPとなった吉田たち・プリマ旦那と、煌〜kirameki〜Memberのうち「煌〜kirameki〜Battle」の上位5組の「キラメン7」メンバーが、第3期のモテるくんメンバーとなった（吉田たちは第2期からの残留、プリマ旦那・アイロンヘッド・コマンダンテは第2期以来の復帰）。また番組開始以来設けられていた女性ゲスト枠が廃止され、第2期にゲスト出演経験のあるシンガーソングライターの近藤夏子がレギュラーに加入した。
2014年6月29日の放送でコマンダンテ・カバと爆ノ介が卒業し、翌週の7月6日からは男性ブランコ・シチガツが出演。9月28日の放送でヒガシ逢ウサカ・シチガツが卒業し、翌週の10月5日からは、女性初の「キラメン7」メンバーとなった尼神インターと、3ヶ月ぶりの復帰となったコマンダンテがモテるくんメンバーに加わった。
2014年12月28日の放送で見取り図が卒業し、翌週の2015年1月4日からは最後の「キラメン7」メンバーとなったミキが出演。
第2期までよりも、番組から誕生したさまざまなキャラクター、モテきゃらをフィーチャーした企画の放送が多かったり、モテるくんメンバー以外の芸人の出演が多かったのが特徴。そのためか、シチガツとミキはコーナーを持つことができなかった。
2015年1月9日にはよしもと漫才劇場で行われた「もってる!? モテるくん大感謝祭」で公開収録が行われた（2015年1月18・25日に放送、一部企画は2月8日に放送）。
2015年2月14日（13日深夜）の1:30 - 2:30には「一流企業にモテるくん」と「1分プレゼンバトル」のスピンオフ特番として、『一流企業にモテるくん モテきゃら大集合SP!』を放送。
2015年3月15日・22日・29日（最終回）の放送では、3週にわたって「春のレジェンドやり逃げ祭り」と題し、卒業メンバーから天竺鼠・学天即・藤崎マーケットを呼んで、特別企画を放送。

## 出演
モテるくんメンバーは襟縁・胸ポケット・カフスに各芸人の色 が入ったシャツ（第1期）→襟縁・胸ポケット・前立て・袖に各芸人の色が入ったシャツ（第2・3期）を着用。
愛実は、第1期では襟縁・胸ポケット・袖縁が白色になっている薄紫色（夏服、2012年5月13日 - 10月21日）および紺色（冬服、2012年10月28日 - 2013年3月3日）のセットアップ、第2・3期では第1期で着用していたシャツと、それに合わせたショートパンツやスカート（2013年3月10日 -）を着用。

### 番組終了時の出演者

#### MC
- 山里亮太（南海キャンディーズ）
- 山本隆弥（読売テレビアナウンサー、2012年10月14日 -）[10]
  - 2012年10月7日放送ではナレーターを務めた。2013年4月7・14日放送では、愛実から出されたムチャぶりをする芸人を決めるくじ引きで、ゲストのラブリが2回とも引き当てたため、2週連続でムチャぶりを行った。

#### レギュラー
- 愛実
- 近藤夏子（2014年4月5日 -[11]）

#### モテるくんメンバー
- 吉田たち（紫[12]、ゆうへい・こうへい、2013年10月5日 - ）
- プリマ旦那（ピンク→赤、野村尚平・河野良祐、2013年3月9日 - 6月29日・2014年4月5日 - ）
- アイロンヘッド（オレンジ、毛利雅俊・辻井亮平、2013年3月9日 - 6月29日・2014年4月5日 - ）
- 男性ブランコ（灰色、浦井のりひろ・平井まさあき、2014年7月5日 - ）
- コマンダンテ（ピンク→黄緑、安田邦祐・石井輝明、2013年7月6日 - 9月28日・2014年4月5日 - 6月28日・2014年10月4日 -）
- 尼神インター（ピンク、誠子・渚、2014年10月4日 - ）
- ミキ（黄色、亜生・昴生、2015年1月3日 - ）

### 過去の出演者
- 小林杏奈（当時読売テレビアナウンサー、2012年3月17日 - 2012年9月22日）
  - 2012年9月末日で産休に入るため降板。しかし、2012年9月29日放送のモテ合宿参加メンバー選抜試験の第2試験「読売テレビで借り物競争!」で「実は…美人な女性」のお題が出されたジャルジャルにアナウンス部から連れられ、拳を口に入れた状態で登場（登場時は黒マントを被っていた）。
- 三浦隆志（読売テレビアナウンサー、「モテる男を演じろ!ポーカーフェイスドラマ」ストーリーテラー）
  - 2012年9月29日放送・2014年2月2日放送ではナレーターを務めた。10月6日放送では地獄チームをしごく鬼教官として登場。
- 川田裕美（当時読売テレビアナウンサー、2013年1月4日 - 2013年1月11日「明けましてモテないくん!」ナレーション、2014年1月1日『1分スタジアム 新春プレゼン大バトル』MC）
- ジャルジャル（赤、後藤淳平・福徳秀介、2012年3月17日 - 2013年2月23日）
- スマイル（オレンジ、瀬戸洋祐・ウーイェイよしたか、2012年3月17日 - 2013年2月23日）
- 銀シャリ（青、鰻和弘・橋本直、2012年3月17日 - 2013年2月23日）
- ウーマンラッシュアワー（ピンク、村本大輔・中川パラダイス、2012年3月17日 - 2013年2月23日）
- スーパーマラドーナ（緑、田中一彦・武智正剛、2012年3月17日 - 2013年2月23日）
- 牧野誠三（読売テレビアナウンサー、2013年8月3日「1分でハメるくん IPPUN GRAND PRIX 2」ナレーション）
- 五十嵐竜馬（当時読売テレビアナウンサー、2013年9月7日「1分でハメるくん IPPUN GRAND PRIX 3」、2013年9月14日 IPPUN王者の優勝商品「オープニング1分間自由権」行使のためオープニングのみ出演）
- 中張又張[13]（オレンジ、白井伸大・高道大輔、2013年7月6日 - 9月28日）
- 吉田奈央（読売テレビアナウンサー、2013年10月26日「タニローク探訪紀行〜悠久の歴史を求めて〜」ナレーション）
- 森若佐紀子（読売テレビアナウンサー、2013年12月7日「穴場すぎるスポットに愛の手を! 空いてるどうでしょう?」ナレーション）
- 大須賀健剛（セルライトスパ、1分でハメるくん プレゼン王決定戦 IPPUN GRAND PRIX→1分でハメるくん IPPUN GRAND PRIX太鼓係）[14]
- 藤崎マーケット（水色→青→水色、田崎佑一・トキ、2012年3月17日 - 2013年12月28日、2014年2月13日・3月22日・3月29日、2015年3月28日）
- 天竺鼠（紫→緑、川原克己・瀬下豊、2012年3月17日 - 2014年3月29日、2015年2月7日「アメリカンユーモアなコメントで魅了せよ! グルメタートルズグランプリ2015」VTR出演〔川原のみ〕、2015年3月14日）
- GAG少年楽団（黄色、坂本純一・宮戸洋行・福井俊太郎、2013年3月9日 - 2014年3月29日）
- かまいたち（黄色→赤、濱家隆一・山内健司、2012年3月17日 - 2014年3月29日）
- 学天即（紺、四条和也・奥田修二、2012年3月17日 - 2013年2月23日・2013年10月5日 - 2014年3月29日、2015年3月21日）
- アキナ（オレンジ、秋山賢太・山名文和、2013年10月5日 - 2014年3月29日）
- 和牛（ピンク、水田信二・川西賢志郎、2014年1月4日 - 2014年3月29日）
- カバと爆ノ介[15]（黄色、カバ・爆ノ介、2014年4月5日 - 6月28日、2014年8月16日「一流企業にモテるくん」VTR出演〔爆ノ介のみ〕、2015年1月17日〔ネタのみ〕）
- ヒガシ逢ウサカ（緑、高見雄登・今井将人、2014年4月5日 - 2014年9月27日、2015年3月28日「なるか山里越え! レジェンドツッコミに挑戦!」）
- シチガツ[16]（黄緑、畠山達也・浮田修平、2014年7月5日 - 2014年9月27日）
- 見取り図（青、盛山晋太郎・リリー、2014年4月5日 - 2014年12月27日、2015年1月24日〔ネタのみ〕、2015年1月31日、2015年3月14日「1PPUNストレス王選手権」〔盛山のみ〕「一流企業にモテるくん」、2015年3月21日「芸能界の生き残り方講座」、2015年3月28日「なるか山里越え! レジェンドツッコミに挑戦!」）

## モテるくんメンバーの企画
モテるくんメンバーが考案したモテるためのさまざまなうんちく・アイデアをプレゼンする。芸人席には数組が交替で登場し、企画の進行はそのうち1組が行う（他のメンバーは別室で待機）。第2期では前述のとおり、モテるくんメンバーのうち、煌〜kirameki〜Memberの入れ替わりが行われるため、2013年7月以降は原則として、煌〜kirameki〜TOPの天竺鼠・GAG少年楽団・かまいたちが担当するコーナーが放送されている。
2012年9月までは「モテネタもってる!? モテるくん」のタイトルで放送し、ひな檀に座っているモテるくんメンバーのうち、ジャルジャル以外は前半と後半で入れ替わっていた。

### ジャルジャルの企画
モテたEnglishがやってくる!ヤァヤァヤァ
帰国子女である福徳がここ一番で使えるモテる英語表現を紹介。タイトルはビートルズの映画『ビートルズがやって来るヤァ!ヤァ!ヤァ!』をもじっている他、後藤と福徳が英語表現のシチュエーションを実演している時には、ビートルズの楽曲が使用されている。第6回からは英語表現のシチュエーションを実演する時だけ、後藤と福徳に扮した外国人が入れ替わって登場し、メンバーから一斉にツッコまれるのがお約束となっていた。第10回でシチュエーション実演後に後藤と福徳が登場して自分たちになりきってもらったことを外国人に詫びると同時に、今回でのコーナー終了を告げた。
モテモテMOOKストア
モテる専門誌（ムック本）にスポットを当てて紹介。本の内容で気になったものを「ジャルジャルブックマーク」としてクイズで出題する。この企画では二人とも書店店員風に名札と赤いエプロンを着用している。タイトルコール時のBGMはHALFBY「Rodeo Machine」。
モテる真実はいつもひとつ
恋愛に関するウソみたいなホントの真実を穴埋め式クイズで紹介。最後にジャルジャルの二人がそれぞれ披露したエピソードのうち、どちらが本当なのかを出題。この企画では二人が江戸川コナン風にメガネと赤い蝶ネクタイを着用しており、タイトルコール時の「名探偵コナン・メインテーマ」など、『名探偵コナン』のサウンドトラック楽曲が使用されている。
モテる○○診断テスト!!
自分でも気づかないモテ要素を診断する。山里・ジャルジャル以外のモテるくんメンバー・ゲストがテストに挑戦し、結果が一番悪かった人にはジャルジャルオリジナルのトレーニングが課せられる。

### スマイルの企画
グッド・スマイル・デザイン賞
持っているだけでモテるかっこいいアイテムを厳選して紹介。タイトルはグッドデザイン賞をもじっている。
知ってて当然!名作映画でウーイェイ
タイトルは知っていても内容を知らない人たちのために、名作映画のストーリーや人物相関図を紹介。よしたかが人物相関図をイラストで描いたり、それぞれのおすすめポイントを紹介したり、映画のシーンからクイズを出題し、スマイルが出題シーンを再現して正解を発表する。
なんでもランキング～イェイ
さまざまなことに関する面白ランキングを紹介。最後によしたかが作成した「よしたかランキング」を紹介。
メンタリストSETOのセリフコントロール
瀬戸扮するメンタリストSETOが様々な道具を使い、あらかじめ決められたセリフを無意識に言わせてしまう。セリフを言わせた後には「そう、これが発言を操るメンタリストSETOです」と決めポーズをするのがお約束となっている。2013年6月8日放送の「ムチャぶりボウリング」では、ムチャぶりの一つとしてメンタリストSETOがVTR出演した。

### 銀シャリの企画
乙女心川柳
『てるてるモテるちゃん』の企画・「川柳から女心をよもう」を継続。女性が女心を綴った川柳から女心を勉強する。女性の川柳に対し、鰻が男心を詠んだアンサー川柳を発表する。この企画では二人とも茶人帽を被っている。
恋愛名言辞典
『てるてるモテるちゃん』の企画・「偉人に学ぶモテテクニック」をリニューアル。偉人たちの名言を聞き、鰻がそれを超える名言を発表する中で、恋愛を学んでいく。この企画では二人とも博士帽を被っている。
カラオケモテソング
カラオケでモテるために、どのような歌い方をすればモテるのかをレクチャーする。
一攫千金!? モテ発明
一攫千金に値する、モテる発明品を紹介。この企画では二人とも映画『バック・トゥ・ザ・フューチャー』シリーズの登場人物に扮し、鰻はウナティ・マクフライ、橋本はドク・ハシモトと名乗っている。第2回からはウナティの発明品も紹介している。
うま隠語大辞典
いろいろな業界で使われている、うまいネーミングの隠語・業界用語を紹介。最後に鰻・橋本の考案したオリジナル隠語を紹介。

### ウーマンラッシュアワーの企画
ド短期モテバイト
あまり知られていない稼げるアルバイトをとりあげ、仕事の内容や実際に仕事をしている人の声などを紹介。ウーマンラッシュアワーが実際に仕事を体験することもある。コーナーの最後はバイト中ピンチに陥る中川の元に、紹介したバイトのバイトリーダーの村本が駆けつけるコントで締めくくる。タイトルコール時のBGMは、アルバイトつながりで「an」のCMソングである、きゃりーぱみゅぱみゅ「きゃりーANAN」。
イチ押し! モテコレクション
外見を磨くこだわりモテアイテムを紹介。タイトルコール時のBGMは、ファッションつながりで「g.u.」のCMソングである、きゃりーぱみゅぱみゅ「ファッションモンスター」。

### スーパーマラドーナの企画
のび太でもモテる秘密道具
『ドラえもん』の野比のび太が秘密道具を使うように、モテない男子が使う秘密道具となる技などを紹介。のび太に扮した田中（コーナーでは黄色のシャツを着用）がその道のプロから教わって技を習得する。

### 藤崎マーケットの企画
実録! カップルあるある
『てるてるモテるちゃん』の企画・「仰天!カップルあるある」を継続。藤崎マーケットが実在するカップルからリサーチしたそのカップルならではのあるあるを紹介し、恋愛事情を学んでいく。
レッツとんでも心理テスト
モテるために自分がどんな人間なのかを知るべく、心理テストクリエーター・章月綾乃監修の心理テストに答えて深層心理を探る。診断結果の発表時に、それぞれ注意すべき点を田崎とトキがコントで演じる。このコーナーでは、テスト問題出題者の田崎がコーナー第2回まで黒縁メガネをかけている。

### 天竺鼠の企画
魁! ワルモテ塾
ワルい男がさまざまなシチュエーションでモテるポイントを紹介。タイトルは『魁!!男塾』をもじっている。この企画では瀬下はリーゼントのかつらとスカジャン、川原はセンター分けリーゼントのかつら・革ジャン・パッチを着用している。
モテる男に会ってきました
天竺鼠が実際にモテる男に会ってさまざまな話を聞く。
コンパの主役! うのーぱみゅぱみゅ
明日コンパで使える、右脳が「ぱみゅぱみゅ」となるなぞなぞを出題。川原が考えたなぞなぞに正解した場合は、川原手製の前のめりバッジが贈られる。コーナー2回目からはなぞなぞに正解できたら、モテないエリアからモテるエリアに移動することができる形に変更された。この企画では赤いジャケットを着用しているが、川原はその上から革ジャンを着用し、サングラスをかけている。また視聴者からなぞなぞの問題を募集している。
一気にストレス解消しよう!
天竺鼠が日頃ストレスを溜め込んでいる人のために、そのストレスを解消させてあげようと考案したオリジナルのストレス解消法「気持ちいいコト」を紹介。モテない芸人が自分のストレスをプレゼンし、一番ストレスが溜まっていると判断された人1名が「気持ちいいコト」を体験できる。このコーナーでは、川原はノンストレスの国からやってきたノンストレスマンとして登場（あくまでも川原とは別人であることを主張）。通常は川原の額に黒の文字で「ノンストレス」と書かれているが、第53回は、川原の額にピンクの文字で「ノンストレス」と書かれたノンストレスマンの妹、第58回ではノンストレスマンの真似をする川原、第65回ではノンストレスマンの父が登場。また第51回からは、ストレスのプレゼンに山本も参加するが、いつも時間切れで一人だけプレゼンできずじまいとなるのがお約束となっている。しかし第65回では、「（自分のストレスを発表できない）今の瞬間、絶対ストレスが溜まっている」という理由から、ゲストの小林香菜（AKB48）に「傘ホームラン バックスクリーン3連発」の体験者に選ばれた。
未練破壊王 瀬下がゆく!
捨てたくても捨てられないものを持っている人の所へ破壊王・瀬下が行き、その未練ごと破壊する。

### GAG少年楽団の企画
どっちのDVDショー
知っているとモテるDVDを坂本と福井がそれぞれプレゼンし、ゲストが選んだ 1本だけを観ることができる。プレゼンはDVDの内容・チャプター・お試し!10秒オープニング（それぞれのDVDを冒頭10秒間ずつ流す）を宮戸の鳴らすテーブルベルを合図に交代で行う。タイトルは『どっちの料理ショー』をもじっている（ロゴも同番組のものをもじっている）。

### かまいたちの企画
モテ's キッチン
『てるてるモテるちゃん』の企画・「男のモテ飯」を継続。料理好きな濱家が男でもできる簡単アレンジレシピを調理。山内はこれを知っておけばモテる、テーマ料理に関するうんちくを紹介。タイトルは『ZIP!』の料理コーナー・「MOCO'S キッチン」をもじっている。この企画では、濱家は名前入りワッペンのついた黄色のキャップ、山内はコック帽を被っている。
眼力勝負! 街角モテ女王杯
スタッフが街行く女性にさまざまな質問をしたVTRを見て、一番モテる女性・モテ女王が誰なのかを予想する。予想屋となった山内が一覧表に予想印を付けていき、それを参考に山里・愛実・かまいたち以外のモテるくんメンバー・ゲストが予想する。この企画では、山内がハンチング帽を被っている。
あの歳、歴史は動いた!?
偉人が偉業を成し遂げた年齢を紹介し、山里やモテるくんメンバーがその年齢で成し遂げた偉業をとり上げる。タイトルは『その時歴史が動いた』をもじっており（ロゴも同番組のものをもじっている）、「いかなる偉業も人間の手によって作られてきました。決して別世界の出来事ではありません。人の歩みによって、この世界は構築されていく。次はあなたの番かもしれません」という山内のナレーションで始まる。
博打黙示録かまいたち
山里・愛実・ゲスト・モテるくんメンバーによる山里チームvs山内で、囚人服を着た若手芸人たちによるレースの予想対決を行う。2014年3月1日放送では、かまいたちが用意した刺客との対決となっている。負けた方には屈辱的な罰ゲームが待っている。山内は『賭博黙示録カイジ』に登場する兵藤和尊風の男に扮している。なお、2014年2月15日放送では森下直人（ななまがり）が囚人から濱家たちの部下に昇格している。

### 学天即の企画
デートで使えるモテ雑学
デート中に披露するとモテる雑学を奥田が紹介。
デート王に俺はなる!
デートスポットにまつわるお宝情報を紹介。タイトルは『ONE PIECE』の主人公・モンキー・D・ルフィのセリフ「海賊王に俺はなる!」をもじっている。この企画では奥田はルフィの麦わら帽子を被り、四条はウソップの扮装をしている。タイトルコール時のBGMは、アニメ版のオープニングテーマである、きただにひろし「ウィーアー!」。
もってない!モテないくん
「目指せセンター!モテるくん総選挙2012」（後述）で最下位となった学天即が、世の中にあるさまざまな最下位のモノを応援する企画。ロケには時間・人員・予算もかけられないためカメラは小さく、スタッフで唯一同行しているAD但馬がVTRの編集・ナレーションも担当。
正しい大人の嫌われ方講座
嫌われエキスパートの奥田先生が正しい大人の嫌われ方を伝授する。テーブルには学天即が演芸部門で大賞を受賞したNHK新人演芸大賞のトロフィーを飾っており、奥田はメガネとスカーフで山里風の雰囲気を出している。

### アキナの企画
クイズ!これが男の正解
男の中の男、山名先生がどんな男らしい行動をとるのかを山里・愛実・ゲスト・モテるくんメンバーが当てる。正解者にはハワイ旅行拳が贈られるが、正解者は出ていない。

### 和牛の企画
いぬ×さる
相反する者同士で対戦し、決着をつけてもらう。企画タイトルは『ほこ×たて』とことわざの「犬猿の仲」から付けられている。コーナー中のBGMは、『新世紀エヴァンゲリオン』のサウンドトラック楽曲が使用されている。

### 吉田たちの企画
どこ見とんねん! いっしょにすな!
世の中に存在する一緒にされがちなモノの違いを紹介する。最後は明らかに一緒にされない違いを紹介するのがお約束となっている。
キセキ体験!クイズ1%
普通で溢れている世の中にある、貴重で奇跡的な確率の存在を当てるクイズコーナー。最初に1%前後の確率のものを複数紹介した後、希少な確率のものに関するクイズを出題。最後にこうへいがまとめの一言で締めくくる。
吉田T@TSUのどっちの2000円SHOW
こうへいとT@TSUがテーマに沿った2000円の使い方をプレゼン。どちらのプレゼンが良かったかを山里・愛実・近藤・モテるくんメンバーが判定。敗者は4000円を自腹で支払う。T@TSUはコーナー初回ではモテるくんメンバーの黄色のシャツを着用していたが、2回目は自身の衣裳を着用。

### プリマ旦那の企画
ポジティブのススメ! 目からウロことば
どんな辛い時でも聞くだけでポジティブになれる名言「目からウロことば」を紹介。虫食いになっている言葉には何が入るのかを当てるクイズを出題し、野村が正解を発表する。このコーナーでは、二人とも「ポジティブ」と書かれたハチマキを巻いている。
カリスマでモテるくん
さまざまなシチュエーションでのカリスマ性あふれる振る舞い方をカリスマの伝道師NOMURAに教えてもらう。野村は尾崎豊を髣髴させる白のTシャツにジージャンとジーパン、サングラス姿でカリスマの伝道師NOMURAに扮する。VTRでは、河野扮するダメ野ダメ夫によるNOカリスマな例と、NOMURAによるカリスマな例を紹介し、その後スタジオで、NOMURAによるカリスマポイントを披露する（この時のBGMは、浜田省吾「MONEY」）。ラスト・カリスマで暴漢に刺されたNOMURAが彼女の腕の中で息絶え、後年老女が孫娘にカリスマの人生の一部を語り、部屋には若き日の彼女がNOMURAと結婚したことを匂わせる写真が飾られていた結末のVTR終了後に、スタジオではNOMURAがいた場所に野村が戻っていた。その後『もってる!?モテるくん大感謝祭』で実施された「二代目カリスマコンテスト（後述）」で二代目カリスマに選ばれたナダルが、2015年3月7日放送でカリスマの振る舞い方を伝授した。初回のみコーナータイトルに「〜その普通からの卒業〜」というサブタイトルが付いていた。

### アイロンヘッドの企画
極限への挑戦!エクストリームアイロンヘッド
厳しい自然環境下で服にアイロンを掛けるエクストリームアイロニングに倣い、アイロンヘッドが極限的状況下で様々なことに挑戦していくコーナー。
2013年4月20日放送の「もってる!?モテるくん in 沖縄」の中で、かまいたちが沖縄のビーチで牛丼を食べるエクストリームな映像が放送されたが、山内が牛丼を食べた後、女性をナンパしているだけの映像だったため、全員から「エクストリームちゃうわ!」とツッコまれた。

### カバと爆ノ介の企画
簡単!セレブマイペット
飼っているだけでモテる最新ペット情報をお届けするコーナー。VTRでは、癒しを求めて世界中のペットを探す、カバ扮する超成金のセレブな奥様と、爆ノ介扮する執事の幸内淳（こううち あつし）がペットショップと勘違いした動物園の飼育責任者からの説明を受けながら、飼育体験していく。

### 見取り図の企画
愛の間取り図 カップルズホテルNAVI
このホテルのこの部屋に行けば、絶対に女性を落とせる、おすすめの「一撃の部屋」を紹介。VTRでは盛山扮するラブホテ流正当後継者・盛山達磨衛門とリリー扮する弟子のざこ吉が「一撃の部屋」を紹介するとともに、ラブホテ流の作法・究極奥義を伝授する。コーナー初回・第2回は男女のいろはを学ぶため、一撃の部屋にカップルノートを設置し、そこに書かれた内容から厳選した一撃のメッセージをスタジオで発表していた。
実録!怖ガー流の教え
怖ガー流とは、女性がとる恐ろしい行動から男性はどう生活すべきかを説く恋愛指南流派。盛山扮する怖ガー流師範・盛山達磨衛門が、リリー扮する弟子のざこ吉とともにコーナーを進行。実際にあった女性の怖い行動を紹介し、それに対し、男性はどう対応するべきかを説いていく。スタジオでの再現では、怖い行動をとった女性＝怖ガールを尼神インター・誠子、当事者の男性を尼神インター・渚が演じるが、当事者が芸人の場合は本人が男性役を演じることがある。再現を一旦止めてから、この時に女性がとった行動を出題し、山里・愛実・近藤・モテるくんメンバーが考える。正解発表後、盛山達磨衛門がこの後男性はどうするべきかの教えを説く。2015年3月7日放送では、アイロンヘッド・辻井扮する怖ガー流二代目師範・信楽狸衛門とアイロンヘッド・毛利扮する弟子の小僧が進行を務めた。

### ヒガシ逢ウサカの企画
偽証をあばけ! SAMURAI会見ゲーム
類希なる体験をした3人の「SAMURAI」が登場し、緊急謝罪記者会見に臨むが、このうち2人は本物の「SAMURAI」、1人は“真実愛=I”の足りない偽者の「SAMURA」。会見の内容を聞き、山里・愛実・近藤・モテるくんメンバーが「SAMURA」が誰なのかを予想する。正解発表で「SAMURA」はサングラスをかける。
コーナーの冒頭、「玉石混交、良くも悪くも現代はモノが溢れている。こんな時代に求められるもの、それは本物を見抜く確かな目…目…目（この時、高見の顔・左目・右目の順にカメラのアングルが切り替わる）なんです。さあ、ショータイムの始まりだ!」という高見のナレーションで始まるが、「さあ」の後に、手に持ったリンゴをかじってから、「ショータイムの始まりだ!」を続ける。今井はカメラマンに扮している。

### コマンダンテの企画
出張書店! コマン堂
コマンダンテが見つけてきたオススメ本を紹介する。二人は書店店員風にエプロンをつけており、店長の安田は紹介する本を事前に読み、書かれていた内容を実践している。人数分の本を用意しており、二人のプレゼンを聞いて、最終的に山里・愛実・近藤・モテるくんメンバーが「お買い上げ」か「願い下げ」の札を上げて判断。売れ残った分は安田店長が自腹で引き取る。特に注目すべき点は「コマンダンテブックマーク」として紹介。

### 男性ブランコの企画
麗しのビューティフルラボ→キレイは作れる!麗百景ラボ
美しくなりたいという女性の永遠の願いを叶える為、どんな女性でも美しく見えるスポットやシチュエーション、男性を虜にできるテクニックを紹介。平井扮するヒライ・キャンベルをモデルに、どんな女性でも美しく見える麗しい景色＝麗百景を紹介する。麗百景紹介のVTRは、『ナニコレ珍百景』の珍百景紹介VTRが元ネタになっている。

## その他の企画
モテる新メンバー取扱説明書
新メンバーはどんなキャラでどう対応すればいいのか、新メンバーのネタ披露後にコーナー進行役のモテるくんメンバー（第2期：かまいたち、第3期：吉田たち・プリマ旦那）独自にリサーチした取扱説明書で解説していく。
一流企業にモテるくん
女の子だけでなく社会的にモテるべく、モテるくんメンバーが一流企業からのオファーに応えるべく奮闘する。
無二のオンリーワンに聞け!
誰にも真似できないようなオンリーワンな人が登場し、そのテクニックを教えてもらう。第2期は藤崎マーケットやスマイル、第3期はアイロンヘッドがコーナー進行を担当。
モテ顔フォトフレーム
さまざまなシチュエーションにおける最高のモテ顔写真をモテるくんメンバーから募集し公開。ゲストが一番良かった写真を選び、ベストフォトフレーム賞に選ばれた芸人にはモテるくんバッジが贈られる。第26回は小林がベストフォトフレーム賞を選んだ。第63回では番組が決めたメンバーをモデルに撮影し、テーマも自分で決める形式に変更となった。
マジで伝えます! “AはなC”フィルム大賞!
モテるくんメンバーがACジャパンのCM風に「エエ話（AはなC）」を語っている映像を紹介。ゲストが選んだ一番心に響いた映像の芸人にはモテるくんバッジが贈られる。
マジで伝えます! “YAなはなC”フィルム大賞!
「マジで伝えます!“AはなC”フィルム大賞!」の派生コーナー。モテるくんメンバーがACジャパンのCM風に「ヤな話（YAなはなC）」を語っている映像を紹介。ゲストが選んだ一番心に響いた映像の芸人にはモテるくんバッジが贈られる。
2013年4月20日放送分の「もってる!? モテるくん in 沖縄」の企画として、かまいたちが「YAなはなC」を語っている映像を放送したのが最初で、2013年6月8日放送の「ムチャぶりボウリング」では、ムチャぶりの一つとして「YAなはなC」が課せられた。
マジで恐怖伝えます! “コワEはなC”フィルム大賞!
「マジで伝えます!“AはなC”フィルム大賞!」の派生コーナー。モテるくんメンバーがACジャパンのCM風に「コワい話（コワEはなC）」を語っている映像を紹介。ゲストが選んだ一番怖かった人にはモテるくんバッジが3つ贈呈される。
モテるくんメンバー 抜き打ちTwitterチェック!
山里がモテるくんメンバーのTwitterでの日頃のツイートが面白いかを抜き打ちチェックする。
1分でハメるくん プレゼン王決定戦 IPPUN GRAND PRIX→1分でハメるくん IPPUN GRAND PRIX
事前に行われた予選を突破した8名が「自分がハマっているものの魅力」を1分間でプレゼンテーションし、より多くの審査員（第2・4回はゲストが加わる）を魅了できるかを競う。進行はかまいたち・濱家（『1分スタジアム 新春プレゼン大バトル2014』まで）→山里（『新春プレゼンスペシャル 1分スタジアム2015』）、開始および終了の合図となる太鼓係はセルライトスパ・大須賀（劇場版まで）が担当。対決は1対1のトーナメントバトル形式で行われ、濱家の掛け声で両者が向かい合って一礼後、先攻・後攻ともにプレゼンテーマが書かれたハチマキを巻く「プレゼンテーマ 発表の儀」を行ってから、始めの合図でプレゼンを開始。制限時間は厳密に計測され、終了5秒前から太鼓の縁を叩く音でカウントされ、1分になるとプレゼンは強制終了となる。両者のプレゼン終了後、審査員の挙げた札の数が多かった方が勝者となる。第2・4回は審査員の人数が偶数だったため、札が同数になった場合はゲストの挙げた札の挑戦者が勝利となった。劇場版では来場者約300名が札を挙げて審査を行い、イーブンと判定された場合は、モテるくんメンバーの挙げた札の多かった挑戦者が勝利となった。勝者は敗者のハチマキを奪う「ハチマキ奪取の儀」（第1・2回は「ハチマキ奪いの儀」）を行い、準決勝・決勝戦は敗者のハチマキも身につけてプレゼンを行う。優勝者にはIPPUN王者の証である黄金のハチマキと翌週のオープニング1分間自由権が贈られる（劇場版では男塾ホテルグループのラブホテル「ステラ」の1分10円利用券が贈られた）。第2回から第4回までは、開会前に前回のIPPUN王者が黄金のハチマキを濱家に返還する「ハチマキ返還の儀」が行われた。
『1分スタジアム 新春プレゼン大バトル2014』では、プレゼンテーマ発表は「プレゼンテーマ 発表の儀」ではなく、VTRで行われた。決勝戦での判定は愛実・モテるくんメンバー・ゲストプレゼンターが3名の中から一番良かったと思う一名を記名して投票を行い、得票数の一番多かった者がプレゼン王者に選ばれ、賞金と千屋牛肉が贈られた。『新春プレゼンスペシャル 1分スタジアム2015』では、優勝者にお年玉が贈られた。
なお、『IPPONグランプリ』（フジテレビ系）をもじっていたタイトルや、本家同様黄色と黒色を配したロゴ、第2回以降のプレゼン終了時の画面が「IPPON」の判定が下された時のモニター画面と似ているが、第1回放送時に濱家から「ロゴについてはあくまでも（阪神）タイガースカラーである」と主張されている。また、各対戦前には藤崎マーケット・トキが扮するプレゼンおじさん・予想屋トキが登場するのがお約束となっている。
歴代IPPUN王者のプレゼンテーマおよび1分間自由権で行使した内容は、以下のとおり。
- 初代：GAG少年楽団・宮戸「谷町六丁目」…タモリに扮して『笑っていいとも!』のオープニング披露。
- 2代目：藤崎マーケット・田崎「牛肉のポテンシャル」…テレビショッピング。
- 3代目：五十嵐竜馬「城の落とし方」…架空のニュース番組『ニュース5upZERO』でTwitter上での山里への殺害予告が400件を突破したニュースを読み上げ。
- 4代目：GAG少年楽団・坂本「エビ」…エビフライゲーム。
- 劇場版：藤崎マーケット・田崎「田崎メゾット」
- 1分スタジアム2014：山本隆弥「男のメイク術2014」
- 1分スタジアム2015：吉田たち・ゆうへい「コショウをかけよう!」

タイマンディベートバトル 白黒つけるくん
1つのテーマについて意見の異なる2人が1対1で討論する。15秒ごとに発言権が与えられるターン制で、交互にそれぞれが主張を展開し、最後の10秒は互いに主張を繰り広げるフリータイムで、合計100秒間討論。最終的にメンバーによる多数決で勝者が決定。同点の場合はゲストが上げた側の勝利となる（第3回はゲスト不在）。勝者は「モテるくんバッジ」1個が贈られる。第2期では、さらに全試合終了後、山里に選ばれたベストディベーター→最優秀ディベーターには「モテるくんバッジ」が3個贈られていた。
エンディング
ゲストから指名された芸人が一発芸を披露して番組を締めくくる。第3回からは「今週のムチャぶり!」として、愛実→山本→愛実から出されたムチャぶりに、ゲストがくじ引きで引き当てた芸人が答えなければならない。芸人以外のメンバーやゲストがくじに入っていることがある。2012年9月29日放送から、モテるくん・タイトルロゴとともに「END」と表示されるエンドカードが追加された。
指名ナンバーワンに聞け!
さまざまなジャンルの業界で指名No.1の人をスタジオに招き、モテる極意を教わる。このコーナーは毎回モテるくんメンバー1組または1名が進行役を務める。
ドキドキ地雷デート
ゲストとの妄想デートでモテるおとし方を学ぶ。デートのシミュレーションごとに3択問題（第6回からは2択問題）が出題され、モテるくんメンバーはゲストが喜びそうな選択肢を選ぶ。ただし地雷となる選択肢を選んだ場合は即失格となり、以降は目と口の箇所に穴のあいた紙袋をかぶった状態でコーナーに参加する。最終的に残った1名にはモテるくんバッジと、ゲストから素敵なご褒美が与えられる。『てるてるモテるちゃん』の企画・「リアルにときめきメモリアル」を一部リニューアル。
恋愛維新の会 二択総選挙
関西の女性100人にアンケート調査し、男女間のさまざまなシチュエーションで訪れる間違ってはいけない選択を2択問題で出題。モテるくんメンバーは彼女が喜びそうな選択肢を選ぶ。正解は多数派の意見で、不正解だった場合は即失格となり、以降は目と口の箇所に穴のあいた紙袋をかぶった状態でコーナーに参加する。天竺鼠・川原が解答札を壊して自分の指に突き刺したり、紙袋を破って顔出しするため、第13回放送からは川原のみ解答札の棒を長くして抜けないようにしたり、紙袋の代わりに麻袋が用意されていたが、第17回放送で麻袋も穴を開けてしまったため、第21回放送からはポリバケツが用意された。しかし第24回放送でポリバケツに顔面大の穴を開けている。また第21回放送では2問目の段階で川原だけが勝ち残ったが、川原を優勝させたくない山里の判断で川原以外の全員が敗者復活となった（この回の優勝者は銀シャリ・鰻）。最終問題のみ筆記で解答し、ゲストの判定で優勝者が決定される。優勝者となった1名にはモテるくんバッジが与えられる。公式サイトからもアンケート回答を受け付けている。この企画では、小林は赤縁メガネと白手袋を着用している。
モテる男を演じろ!ポーカーフェイスドラマ
『てるてるモテるちゃん』の企画・「モテる男を演じろ!即興ポーカーフェイス選手権」をリニューアル。モテるくんメンバーから選ばれた3名がストーリーテラー・三浦隆志の読み上げるショートストーリーの登場人物になりきり、読み上げたとおりの行動をして、出てくる試練をポーカーフェイスで着実に遂行しながらストーリーを進行していく。三浦のアドリブにより、出演者が試練に何度も挑戦させられることもある。山里が選んだ1名（第7回までは各ストーリーごとに1名、第9回からは2つのストーリーの出演者の中から1名）には、最優秀モテ男優（女優）賞としてモテるくんバッジが贈られる。第18回からは本物の女性役も必要という判断で愛実もドラマに参加 し、この回の最優秀モテ女優賞に選ばれた。このコーナーは芸人が全員出演する。
目指せセンター!モテるくん総選挙
高校生クイズ近畿大会と「モテ顔フォトフレーム」との連動企画。高校生クイズの参加高校生がモテるくんメンバーと山里（2013年は愛実・山本も参加）の「高校生にモテるフォト」を見て投票。会場の服部緑地公園で開票結果が発表され、近畿大会応援パーソナリティーを務めたモテるくんメンバーには、条件がクリアできなかった場合、罰ゲームが科せられる。
| 目指せセンター!モテるくん総選挙2012（総得票数：755票） | 目指せセンター!モテるくん総選挙2012（総得票数：755票） | 目指せセンター!モテるくん総選挙2012（総得票数：755票） | 目指せセンター!モテるくん総選挙2012（総得票数：755票） |
| 順位                                                   | 氏名・グループ名                                       | 得票数                                                 | 備考 |
| ------------------------------------------------------ | ------------------------------------------------------ | ------------------------------------------------------ | --- |
| 1位                                                    | ジャルジャル                                           | 176票                                                  | 第32回高校生クイズ近畿大会（2012年8月4日開催）で実施。1位となったジャルジャルは山里に代わり「真夜中スッキリ!ジャルジャルの解決無双」としてコーナーMCを担当。また近畿大会応援パーソナリティーを務めた銀シャリと天竺鼠のうち、順位の低かった方が罰ゲームとして愛実からのムチャブリに応えることになり、天竺鼠が「コンビ愛を確かめる熱いキス」を行った。                                                                    |
| 2位                                                    | 山里亮太                                               | 115票                                                  | 第32回高校生クイズ近畿大会（2012年8月4日開催）で実施。1位となったジャルジャルは山里に代わり「真夜中スッキリ!ジャルジャルの解決無双」としてコーナーMCを担当。また近畿大会応援パーソナリティーを務めた銀シャリと天竺鼠のうち、順位の低かった方が罰ゲームとして愛実からのムチャブリに応えることになり、天竺鼠が「コンビ愛を確かめる熱いキス」を行った。                                                                    |
| 3位                                                    | 銀シャリ                                               | 105票                                                  | 第32回高校生クイズ近畿大会（2012年8月4日開催）で実施。1位となったジャルジャルは山里に代わり「真夜中スッキリ!ジャルジャルの解決無双」としてコーナーMCを担当。また近畿大会応援パーソナリティーを務めた銀シャリと天竺鼠のうち、順位の低かった方が罰ゲームとして愛実からのムチャブリに応えることになり、天竺鼠が「コンビ愛を確かめる熱いキス」を行った。                                                                    |
| 4位                                                    | ウーマンラッシュアワー                                 | 78票                                                   | 第32回高校生クイズ近畿大会（2012年8月4日開催）で実施。1位となったジャルジャルは山里に代わり「真夜中スッキリ!ジャルジャルの解決無双」としてコーナーMCを担当。また近畿大会応援パーソナリティーを務めた銀シャリと天竺鼠のうち、順位の低かった方が罰ゲームとして愛実からのムチャブリに応えることになり、天竺鼠が「コンビ愛を確かめる熱いキス」を行った。                                                                    |
| 5位                                                    | スマイル                                               | 77票                                                   | 第32回高校生クイズ近畿大会（2012年8月4日開催）で実施。1位となったジャルジャルは山里に代わり「真夜中スッキリ!ジャルジャルの解決無双」としてコーナーMCを担当。また近畿大会応援パーソナリティーを務めた銀シャリと天竺鼠のうち、順位の低かった方が罰ゲームとして愛実からのムチャブリに応えることになり、天竺鼠が「コンビ愛を確かめる熱いキス」を行った。                                                                    |
| 6位                                                    | かまいたち                                             | 68票                                                   | 第32回高校生クイズ近畿大会（2012年8月4日開催）で実施。1位となったジャルジャルは山里に代わり「真夜中スッキリ!ジャルジャルの解決無双」としてコーナーMCを担当。また近畿大会応援パーソナリティーを務めた銀シャリと天竺鼠のうち、順位の低かった方が罰ゲームとして愛実からのムチャブリに応えることになり、天竺鼠が「コンビ愛を確かめる熱いキス」を行った。                                                                    |
| 7位                                                    | 天竺鼠                                                 | 56票                                                   | 第32回高校生クイズ近畿大会（2012年8月4日開催）で実施。1位となったジャルジャルは山里に代わり「真夜中スッキリ!ジャルジャルの解決無双」としてコーナーMCを担当。また近畿大会応援パーソナリティーを務めた銀シャリと天竺鼠のうち、順位の低かった方が罰ゲームとして愛実からのムチャブリに応えることになり、天竺鼠が「コンビ愛を確かめる熱いキス」を行った。                                                                    |
| 8位                                                    | 藤崎マーケット                                         | 38票                                                   | 第32回高校生クイズ近畿大会（2012年8月4日開催）で実施。1位となったジャルジャルは山里に代わり「真夜中スッキリ!ジャルジャルの解決無双」としてコーナーMCを担当。また近畿大会応援パーソナリティーを務めた銀シャリと天竺鼠のうち、順位の低かった方が罰ゲームとして愛実からのムチャブリに応えることになり、天竺鼠が「コンビ愛を確かめる熱いキス」を行った。                                                                    |
| 9位                                                    | スーパーマラドーナ                                     | 36票                                                   | 第32回高校生クイズ近畿大会（2012年8月4日開催）で実施。1位となったジャルジャルは山里に代わり「真夜中スッキリ!ジャルジャルの解決無双」としてコーナーMCを担当。また近畿大会応援パーソナリティーを務めた銀シャリと天竺鼠のうち、順位の低かった方が罰ゲームとして愛実からのムチャブリに応えることになり、天竺鼠が「コンビ愛を確かめる熱いキス」を行った。                                                                    |
| 10位                                                   | 学天即                                                 | 6票                                                    | 第32回高校生クイズ近畿大会（2012年8月4日開催）で実施。1位となったジャルジャルは山里に代わり「真夜中スッキリ!ジャルジャルの解決無双」としてコーナーMCを担当。また近畿大会応援パーソナリティーを務めた銀シャリと天竺鼠のうち、順位の低かった方が罰ゲームとして愛実からのムチャブリに応えることになり、天竺鼠が「コンビ愛を確かめる熱いキス」を行った。                                                                    |
| 目指せセンター!モテるくん総選挙2013（総得票数：750票） |                                                        |                                                        | |
| 順位                                                   | 氏名・グループ名                                       | 得票数                                                 | 備考 |
| 1位                                                    | 山里亮太                                               | 199票                                                  | 第33回高校生クイズ近畿大会（2013年7月13日開催）で実施。1位となった山里には優勝商品として「番組内で誰かのコーナーを乗っ取れる権」が贈られ、2013年9月21日放送分の「どっちのDVDショー」で福井の代わりにDVDのプレゼンを担当。また近畿大会応援パーソナリティーを務めた藤崎マーケットは1位を獲れなかったため、罰ゲームとして応援ソング『常夏ハイタッチ』を歌うSUPER☆GiRLSからのムチャぶり「常夏ハイテンションKiss」を行った。 |
| 2位                                                    | かまいたち                                             | 145票                                                  | 第33回高校生クイズ近畿大会（2013年7月13日開催）で実施。1位となった山里には優勝商品として「番組内で誰かのコーナーを乗っ取れる権」が贈られ、2013年9月21日放送分の「どっちのDVDショー」で福井の代わりにDVDのプレゼンを担当。また近畿大会応援パーソナリティーを務めた藤崎マーケットは1位を獲れなかったため、罰ゲームとして応援ソング『常夏ハイタッチ』を歌うSUPER☆GiRLSからのムチャぶり「常夏ハイテンションKiss」を行った。 |
| 3位                                                    | 山本隆弥                                               | 131票                                                  | 第33回高校生クイズ近畿大会（2013年7月13日開催）で実施。1位となった山里には優勝商品として「番組内で誰かのコーナーを乗っ取れる権」が贈られ、2013年9月21日放送分の「どっちのDVDショー」で福井の代わりにDVDのプレゼンを担当。また近畿大会応援パーソナリティーを務めた藤崎マーケットは1位を獲れなかったため、罰ゲームとして応援ソング『常夏ハイタッチ』を歌うSUPER☆GiRLSからのムチャぶり「常夏ハイテンションKiss」を行った。 |
| 4位                                                    | 藤崎マーケット                                         | 103票                                                  | 第33回高校生クイズ近畿大会（2013年7月13日開催）で実施。1位となった山里には優勝商品として「番組内で誰かのコーナーを乗っ取れる権」が贈られ、2013年9月21日放送分の「どっちのDVDショー」で福井の代わりにDVDのプレゼンを担当。また近畿大会応援パーソナリティーを務めた藤崎マーケットは1位を獲れなかったため、罰ゲームとして応援ソング『常夏ハイタッチ』を歌うSUPER☆GiRLSからのムチャぶり「常夏ハイテンションKiss」を行った。 |
| 5位                                                    | 愛実                                                   | 65票                                                   | 第33回高校生クイズ近畿大会（2013年7月13日開催）で実施。1位となった山里には優勝商品として「番組内で誰かのコーナーを乗っ取れる権」が贈られ、2013年9月21日放送分の「どっちのDVDショー」で福井の代わりにDVDのプレゼンを担当。また近畿大会応援パーソナリティーを務めた藤崎マーケットは1位を獲れなかったため、罰ゲームとして応援ソング『常夏ハイタッチ』を歌うSUPER☆GiRLSからのムチャぶり「常夏ハイテンションKiss」を行った。 |
| 6位                                                    | 天竺鼠                                                 | 60票                                                   | 第33回高校生クイズ近畿大会（2013年7月13日開催）で実施。1位となった山里には優勝商品として「番組内で誰かのコーナーを乗っ取れる権」が贈られ、2013年9月21日放送分の「どっちのDVDショー」で福井の代わりにDVDのプレゼンを担当。また近畿大会応援パーソナリティーを務めた藤崎マーケットは1位を獲れなかったため、罰ゲームとして応援ソング『常夏ハイタッチ』を歌うSUPER☆GiRLSからのムチャぶり「常夏ハイテンションKiss」を行った。 |
| 7位                                                    | コマンダンテ                                           | 25票                                                   | 第33回高校生クイズ近畿大会（2013年7月13日開催）で実施。1位となった山里には優勝商品として「番組内で誰かのコーナーを乗っ取れる権」が贈られ、2013年9月21日放送分の「どっちのDVDショー」で福井の代わりにDVDのプレゼンを担当。また近畿大会応援パーソナリティーを務めた藤崎マーケットは1位を獲れなかったため、罰ゲームとして応援ソング『常夏ハイタッチ』を歌うSUPER☆GiRLSからのムチャぶり「常夏ハイテンションKiss」を行った。 |
| 8位                                                    | GAG少年楽団                                            | 17票                                                   | 第33回高校生クイズ近畿大会（2013年7月13日開催）で実施。1位となった山里には優勝商品として「番組内で誰かのコーナーを乗っ取れる権」が贈られ、2013年9月21日放送分の「どっちのDVDショー」で福井の代わりにDVDのプレゼンを担当。また近畿大会応援パーソナリティーを務めた藤崎マーケットは1位を獲れなかったため、罰ゲームとして応援ソング『常夏ハイタッチ』を歌うSUPER☆GiRLSからのムチャぶり「常夏ハイテンションKiss」を行った。 |
| 9位                                                    | 中張又張                                               | 5票                                                    | 第33回高校生クイズ近畿大会（2013年7月13日開催）で実施。1位となった山里には優勝商品として「番組内で誰かのコーナーを乗っ取れる権」が贈られ、2013年9月21日放送分の「どっちのDVDショー」で福井の代わりにDVDのプレゼンを担当。また近畿大会応援パーソナリティーを務めた藤崎マーケットは1位を獲れなかったため、罰ゲームとして応援ソング『常夏ハイタッチ』を歌うSUPER☆GiRLSからのムチャぶり「常夏ハイテンションKiss」を行った。 |

真夜中スッキリ! 山ちゃんの解決無双
山里が制限時間内でスタジオ出演者の疑問を次々と解決していく。山里または小林が出演者を指名していき、山里からの回答に対し、出演者がフリップを裏返して「スッキリ!!」の面を出さなければ、次の人の疑問に進めない。第5回から回答を聞いてもスッキリできない場合は、質問の上に「サッパリ…」の札を貼るシステムが追加された。第17回からは「スッキリ!!」も札を貼る形に変更。第19回からは視聴者から寄せられた疑問を愛実が代弁し判定する。第23回では視聴者からの疑問に対する回答をモテるくんメンバー・愛実・ゲストが判定し、多数決で「スッキリ!!」か「サッパリ…」かを決定した。最後に天竺鼠・川原からの質問に答えるも、ほぼ毎回「サッパリ…」の札を貼られるか、「サッパリ…」と見せかけて「スッキリ!!」（もしくはその逆）の札を貼られるのがお約束となっている。このコーナーは芸人が全員出演する。
負けたら地獄 タイマン下克上
山里とモテるくんメンバーがガチンコタイマン勝負を行う。勝負内容は小林→山本からいきなり発表され、敗者は勝者にスリッパ（コーナー第1回のみハリセン）で思いっきり叩かれる。
ぶっちゃけられ王 グランプリ!
エピソード豊富な方が売れやすい可能性があるため、ぶっちゃけ話で芸人を応援する。ターゲットとなった芸人に周囲の音を聞かせないためにヘッドフォンをつけさせ、その芸人に関するぶっちゃけ話を他の芸人がそれぞれ披露。その後ぶっちゃけ話が本当かどうかを確認する。
先輩の心を読め!以心伝心クイズ
いかに先輩が言おうとしていることを理解できるのかをクイズで出題。先輩芸人がモテるくんメンバーのうち1名について思っていることをぶっちゃけているVTRを見て、他のメンバーが解答する。
ツイッター監視員 山里のつぶやき事情聴取!
山里が芸人のTwitterでのツイートを24時間チェックし、気になったモテるくんメンバーに関するツイート内容について本人に直接追求する。
人体の不思議・実験!
芸人が一週間ある事を続けたらどうなるのかを体を張って実験する。モテるくんメンバーの中から被験者候補が3名 選ばれ（それぞれの相方が見届け人となる）、それ以外の芸人が提案した中からゲストが選んだ実験を、抽選で「私がやります」を引いた被験者候補1名が行う。翌週の放送で実験結果を放送し、選ばれなかった残りの被験者候補2名に追加する芸人1名を実験の被験者が抽選で選ぶ。第2期では、2回連続で被験者から外れた場合、被験者候補から外れるルールが追加された。
2013年2月16日放送では「俺にやらせろ!人体の不思議・実験!」と題し、スーパーマラドーナ・田中が本来1週間行う実験を一日行った結果を放送した。
バラエティー生活モテ百科
暮らしの中で起こる様々なトラブルが法律的にどうなのかを専門家である弁護士に教えてもらう。『バラエティー生活笑百科』をもじっており、本家同様、まずモテるくんメンバーが相談者として登場し、相談内容に関するネタを披露。そして相談内容に対する回答を山里・愛実・トキ（第2期）・ゲスト（第2期）が答えた後、顧問を務める弁護士の篠田恵里香が法律に沿った回答と解説を行う流れとなっている。またコーナー進行を務める相談室長（第2期：田崎、第3期：野村）は、本家の相談室長である笑福亭仁鶴の口調をまねた上で冒頭のコーナー内容説明を行っており、田崎は仁鶴の決めセリフ「四角い仁鶴がまぁ～るくおさめまっせぇ」をもじった「まぁ～るい田崎が四角くおさめるバラエティー」というセリフを使用していた。

## 特別企画
小林杏奈の新作DVDでイッちゃう!イッちゃう!
女性に人気のある、海外ドラマの新作DVDを使って女心を伝授する。
小籔さん!これって怒っていーですよね!?
モテるくんメンバーが怒りたいこと・納得のいかないことを発表し、ゲストの小籔千豊が「怒るべき」か「怒らないべき」かを判定。
ごほうびロケ争奪!タイマントーナメント
卒業までにモテるくんバッジを10個獲得したコンビがいなかったため、ご褒美ロケを賭けて各コンビがトーナメントで対決する。用意された8種類の対決の中からバッジ獲得数の多いコンビがどの対決で戦うかを選ぶことができる。藤崎マーケットが「人間ドックに行きたい」と希望したご褒美ロケは3月2日に放送された。
- 1回戦 第1試合：天竺鼠 vs かまいたち - 運対決「ロシアンマカロン」
  - 8個のマカロンのうち、1個だけある辛子の入っていない普通のマカロンを食べた方が勝利。勝者：天竺鼠。

- 1回戦 第2試合：学天即 vs 藤崎マーケット - 人気対決「子供に人気があるのは?」
  - 3人の小学生に20秒間アピールし、2人以上に選ばれた方が勝利。勝者：藤崎マーケット。

- 2回戦 第1試合：ジャルジャル vs スマイル - ティッシュ対決「NOTラスト1」
  - あらかじめ半分以上抜きとったティッシュの箱から交互にティッシュを取っていき、最後の1枚を引いたほうが負け。1回のターンで何枚とってもよい。勝者：ジャルジャル。

- 2回戦 第2試合：天竺鼠 vs 銀シャリ - ひらめき力対決「文字並べ替え」
  - ランダムに配置された文字を実在する言葉に並べ替える。2問先取した方が勝利。勝者：銀シャリ。

- 2回戦 第3試合：ウーマンラッシュアワー vs 藤崎マーケット - 眼力対決「写真年齢当て」
  - ある人物の顔写真を見て年齢を予想する。近似値での対決で2問先取した方が勝利。勝者：藤崎マーケット。

- 準決勝 第1試合：銀シャリ vs スーパーマラドーナ - コンビ力対決「水中息止め&名前書き取り」
  - コンビのうち一人が水の入った洗面器で息止めしている間に、もう一人がお題に沿った名前を書く。相方が顔を上げるまでがタイムリミット。より多くの名前を書いた方が勝利。勝者：スーパーマラドーナ（同点のためジャンケン対決で勝利）。

- 準決勝 第2試合：ジャルジャル vs 藤崎マーケット - 聴力対決「カバーしているのは?」
  - 流れてくるカバー曲を聴き、誰がカバーしているのかを当てる。2問先取した方が勝利。勝者：藤崎マーケット。

- 決勝：スーパーマラドーナ vs 藤崎マーケット - ムチャブリ対応力対決
  - 愛実からのムチャぶりにどれだけ対応できるかで勝負。敗退した7組が判定を行い、先に2勝した方が勝利。勝者：藤崎マーケット。

オンナ心をわかっている奴は誰だ!?
Amebaスマホの女性限定完全匿名コミュニティ「GIRL'S TALK」に実際に投稿された内容からクイズを出題。モテないメンバー（山里、GAG少年楽団・宮戸、アイロンヘッド・毛利）とモテるメンバー（天竺鼠・瀬下、プリマ旦那・河野、かまいたち・山内）の解答からオンナ心を理解しているのかを愛実が判定。一番理解していないと判定された人には素敵なマダムから女魂を注入（何度もキス）される。
もってる!? モテるくん×リアル脱出ゲーム
リアル脱出ゲームとのコラボ企画。番組収録を控えた読売テレビ本社内で何者かにさらわれた愛実を救出するべく、山里とGAG少年楽団・宮戸、藤崎マーケット・田崎、プリマ旦那・野村、アイロンヘッド・辻井、かまいたち・山内が、ゲームマスターSETOの待つホール内に仕掛けられた数々の謎をすべて解き、30分以内に脱出することを目指したが、あと一歩のところで失敗。実は最近チームワークが悪くなっているメンバーに活を入れるために愛実が仕組んだもので、6名はお仕置きとして愛実からビンタされた。
どっちがもってる!? 東西若手芸人衝撃映像プロデュースバトル
5upよしもとの煌〜kirameki〜TOP3組とヨシモト∞ホール出演芸人の彩〜irodori〜TOP3組（シソンヌ、ジューシーズ、ジャングルポケット）がどっちがもっているのかを競うVTRバトル。煌〜kirameki〜TOP・彩〜irodori〜TOPから各1組ずつが撮影した、あるシチュエーションでの衝撃映像をゲストの福本愛菜が判定。2勝1敗で煌〜kirameki〜TOPの勝利。
第1回 パノラマ王決定戦
モテるくんメンバーがiPhone 5でおもしろパノラマ写真を撮影し、ゲストの福本愛菜が選んだ一番芸術的だったパノラマ写真を撮影したかまいたちにはiPad miniが贈られた。
大阪マラソン関連企画
フォトを撮る時 いつもモテ顔の瀬戸はフルマラソン中でもカメラを向けられるとモテ顔をするのか!?
第2回大阪マラソンに出場したスマイルに「フォトを撮る時 いつもモテ顔の瀬戸はフルマラソン中でもカメラを向けられるとモテ顔をするのか!?」を検証すべく藤崎マーケットが要所で瀬戸を撮影した。なおマラソンは瀬戸・よしたかともに6時間9分10秒で完走した。
どうなるGAG?大阪マラソン大結果発表
第3回大阪マラソンに出場したGAG少年楽団に5時間以内にゴールできなければ罰ゲームが科せられることとなり、2013年10月19日放送で坂本は「ケツバットから乳首洗濯バサミからゴムパッチン」、宮戸は「もう1回フルマラソンを走る」、福井は「髭剃りとスポーツ刈り」をそれぞれ公約として発表。坂本・宮戸は5時間46分、福井は6時間59分で完走するも、5時間を切れなかったため罰ゲームの実行が決定。坂本の罰ゲームは2013年11月16日放送で結果発表後に執行されたが、宮戸・福井の罰ゲームについては2014年1月4日放送の「公開執行!大阪マラソン生罰ゲーム」の中で執行された。宮戸の罰ゲームは様々な飲食店で激辛メニューを1品ずつ食べ、完食すればモテるくんポスターを店内に貼ることができる「食べきってPR! 激辛メニューマラソン」を行った。毎食後に体重を測定し、スタート時から4.2195kg太った時点でゴールとなる（4店目でクリア）。
カウントダウンライブ関連企画
5upよしもと 1万人ライブへの道
2012年12月31日に行われた「THE FINAL COUNT DOWN LIVE bye 5upよしもと〜前代未聞!!1万人への手渡しチケットLIVE〜」内の番組とのコラボ企画「モテる!5upドリームチームネタバトル」の組み合わせ抽選からライブ当日までを追う。
5upダンスバトルへの道
2013年12月31日に行われた「今年は見るだけじゃない!! 5upよしもとカウントダウンライブ〜ネタあり、歌あり、ダンスあり、ゲームあり、ジャンケン大会あり、卒業あり、いろいろありすぎてもうムチャクチャどす!!〜」内の企画「キラめきダンスキング2013」に、モテるくんメンバーを代表して、藤崎マーケット・田崎、GAG少年楽団・宮戸、天竺鼠・川原が出場。田崎はアキナ・山名、守谷日和とMAXの「Tacata'」をダンス、宮戸は吉田たち・ゆうへい、中張又張→トリプルスペイン・白井、祇園・木崎太郎、シンクロック・木尾陽平と本格的なブレイクダンス、川原は瀬下と子供たちとともにお寿司ダンスを披露。
今年の汚れは今年のうちに! モテるくん暴露大掃除
モテるくんメンバーに今年のうちに言っておきたい事を募集し、上位の5つをランキング形式で発表（詳細は放送リスト参照）。第1位に選ばれたアキナ・秋山は、汚れを落としてもらうために藤崎マーケット・田崎を布団たたきで叩いた。
今年叶える! 絶叫 抱負SHOW
指名されたモテるくんメンバーが山里から渡された抱負（モテるくんメンバーが実際に決めた今年の抱負ではなく、スタッフが収録の合間や打ち合わせ時に何気なくリサーチした抱負）が書かれた短冊を見て絶叫で発表する。山里のみ、かまいたち・濱家から抱負の書かれた短冊を手渡された。
ワレる体験二択 マップタツ
大阪NSCの同期生である、天竺鼠・かまいたち・藤崎マーケット・アキナ・和牛の5組10人 のちょうど半分が体験した事のあるだろう「ワレる体験二択」を順番に一人ずつ質問。全員が「ある」「ない」で答え、その割合がちょうど5:5=マップタツになることを目指す。マップタツ失敗の場合は、ワレた割合に応じて質問者から罰金を徴収（集まった罰金は収録後の打ち上げで使用）。

## ロケ企画
モテ合宿スペシャル
出演者全員による初のロケ企画。2012年9月29日放送では、有馬温泉でのモテ合宿に参加できる芸人を決める「モテ合宿参加権争奪!モテるくん選抜試験!」を実施。上位5組の芸人と、山里・杉原杏璃がモテ合宿に参加できるが、脱落となった4組の芸人と選抜試験でアシスタントを務めたためにポイントがなかった愛実が過酷なロケに参加することになる。選抜試験の結果は以下のとおり。
2012年10月6日放送では、天国チーム・地獄チームそれぞれの合宿の模様が放送された。天国チームはこれまで番組で学んできたモテテクニックの実践編として、神戸市立フルーツ・フラワーパークで「モテる男を演じろ!ポーカーフェイスドラマ」「モテ顔フォトフレーム」、兵衛向陽閣で「恋愛維新の会 二択総選挙」を実施。モテ合宿で優秀な成績を収めたスマイルが、ご褒美として杉原との混浴が認められたが、風呂には杉原ではなく三浦マイルドが入っていた。一方の地獄チームは、六甲・有馬で鬼教官・三浦隆志と鬼軍曹・リー5世のもとで、豊臣秀吉が愛した有馬の名水「高塚の清水」の採取・芋掘り・焼き芋作りが行われた。地獄チームにはやる気を出させるため、最も努力が目立ったコンビは途中から天国チームに合流できるという特別救済ルールが設けられ、リー5世の判断により、学天即が天国チームに途中合流した（地獄チーム滞在は芋掘りまで。天国チームには夕食から合流）。他のメンバーは夕食終了時に天国チームと合流。
| 順位 | コンビ名               | 第1試験 | 第2試験 | 第3試験 | 第4試験 | 総ポイント数 |
| ---- | ---------------------- | ------- | ------- | ------- | ------- | ------------ |
| 1位  | ウーマンラッシュアワー | -2p     | ---     | 15p     | 37p     | 50p          |
| 2位  | 藤崎マーケット         | 4p      | 30p     | ---     | 15p     | 49p          |
| 3位  | スマイル               | 10p     | 20p     | ---     | 10p     | 40p          |
| 3位  | 天竺鼠                 | -4p     | ---     | 14p     | 30p     | 40p          |
| 5位  | ジャルジャル           | -6p     | 30p     | ---     | 4p      | 34p          |
| 6位  | 学天即                 | 2p      | ---     | 10p     | 13p     | 25p          |
| 7位  | スーパーマラドーナ     | 0p      | ---     | 5p      | 15p     | 20p          |
| 8位  | かまいたち             | 6p      | ---     | 10p     | 3p      | 19p          |
| 9位  | 銀シャリ               | -10p    | 10p     | ---     | 0p      | 0p           |

新メンバー家庭訪問
熱血体育教師と保健室の先生にそれぞれ扮した山里と愛実が新メンバーの家を抜き打ちで家庭訪問（訪問時はメンバーの相方も同行）。モテるくんメンバーとして、芸人として適正な人物なのかを徹底調査し、山里が芸人としてふさわしくないと判断した物は容赦なく処分。さらにおもてなし度チェックとして、家にある食材の中から5品だけを使ってオリジナル炊き込みご飯を作り（米と水と調理で使用するごはん鍋は番組が用意）、最後は山里がおもしろ度・マジメ度・セクシー度・おもてなし度・イキリ度の5項目をそれぞれ5段階で評価する。
他力本願カレー
古参メンバー3組が芸人としてもっているかを試すべく、他人の力だけを借りてカレーの具材を集める。ツッコミチーム（瀬下・濱家・田崎）とボケチーム（川原・山内・トキ）に分かれて、それぞれ協力者を探し、軍資金5000円の中からいくらかを渡して（金額は自由）何か食材を買ってきてくれるよう依頼するが、カレーを作ることは一切言ってはいけない。最終的に買ってきてもらった食材をすべてカレールーの入った鍋に投入し、他力本願カレーを完成させる（カレールーの材料と調理器具は番組で用意）。
天国or地獄!? 寄せ鍋グルメボウリング
ROUND1スタジアム城東放出店で寄せ鍋の具材をかけてボウリングで激突。山里チーム（山里・GAG少年楽団・プリマ旦那・アイロンヘッド）と古参チーム（愛実・天竺鼠・かまいたち・藤崎マーケット）に分かれ、1人1投の7フレーム勝負を行う。各フレームには具材が用意されていて、そのフレームに勝利したチームには絢爛豪華な食材、負けたチームには謎の食材が贈呈され、ゲーム終了後にそれぞれ獲得した食材で寄せ鍋を作る。警報音が鳴った第2・第5フレームは「妨害フレーム」として、様々な妨害を受けながら投球しなければならない（第2フレーム：片耳300gのボウリングボール型イヤリングを両耳につけて投球、第5フレーム：フレーム手前でゆりやんレトリィバァが邪魔する中で投球）。司会進行はROUND1でのバイト経験があるGAG少年楽団・宮戸。
| フレーム | 対決内容 | 山里チーム | 山里チーム           | 山里チーム           | 古参チーム               | 古参チーム           | 古参チーム |
| フレーム | 対決内容 | 得点       | 挑戦者               | 素材                 | 素材                     | 挑戦者               | 得点       |
| -------- | -------- | ---------- | -------------------- | -------------------- | ------------------------ | -------------------- | ---------- |
| 1        | 肉       | 3 ○        | プリマ旦那・河野     | 天国：神戸牛         | 地獄：ワニ肉             | 天竺鼠・川原         | 0 ×        |
| 2        | 野菜     | 8 △ 8 ×    | GAG少年楽団・福井    | 地獄：食べられる雑草 | 天国：新鮮野菜盛り合わせ | かまいたち・濱家     | 8 △ 10 ○   |
| 3        | 魚       | 0 ×        | アイロンヘッド・毛利 | 地獄：ブラックバス   | 天国：きんき             | 藤崎マーケット・田崎 | 10 ○       |
| 4        | キノコ   | 3 ×        | プリマ旦那・野村     | 地獄：霊芝           | 天国：高級本しめじ       | 天竺鼠・瀬下         | 8 ○        |
| 5        | エビ     | 6 ○        | GAG少年楽団・坂本    | 天国：伊勢エビ       | 地獄：ザリガニ           | 藤崎マーケット・トキ | 0 ×        |
| 6        | 麺       | 1 ×        | アイロンヘッド・辻井 | 地獄：コーヒー麺     | 天国：讃岐うどん         | かまいたち・山内     | 9 ○        |
| 7        | 付けタレ | 8 ×        | 山里亮太             | 地獄：激辛タレ       | 天国：高級ポン酢タレ     | 愛実                 | 6 ○        |

ムチャぶりボウリング
ROUND1スタジアム城東放出店で濱家チーム（かまいたち・GAG少年楽団・アイロンヘッド）と田崎チーム（愛実・天竺鼠・藤崎マーケット・プリマ旦那）に分かれ、1人1投の7フレーム勝負を行う。各フレームにはムチャぶりがついており、そのお題に対応してから投球する（ムチャぶりの詳細は放送リスト参照）。お題に対する判定は山里が1～5点で採点し、山里の判定×倒したピンの数（第6フレーム終了時点で大差がついたため、第7フレームは田崎チームのみ特別ルールとして、山里の判定×倒したピンの数×2）が得点となる。負けた田崎チームは罰ゲームとして、誰もが笑うおもしろ顔をチーム全員でリレーする「爆笑!おもしろ顔リレー」を行った。
| フレーム | ムチャぶり内容 | 濱家チーム           | 濱家チーム | 濱家チーム | 濱家チーム | 田崎チーム           | 田崎チーム | 田崎チーム | 田崎チーム |
| フレーム | ムチャぶり内容 | 挑戦者               | 採点       | 本数       | 得点       | 挑戦者               | 採点       | 本数       | 得点       |
| -------- | -------------- | -------------------- | ---------- | ---------- | ---------- | -------------------- | ---------- | ---------- | ---------- |
| 1        | ものまね       | GAG少年楽団・坂本    | 1          | 0          | 0          | プリマ旦那・河野     | 2          | 5          | 10         |
| 2        | 絶叫           | かまいたち・濱家     | 5          | 7          | 35         | 天竺鼠・川原         | 4          | 9          | 36         |
| 3        | エピソード     | GAG少年楽団・福井    | 3          | 4          | 12         | 天竺鼠・瀬下         | 5          | 0          | 0          |
| 4        | SETO           | アイロンヘッド・毛利 | 4          | 9          | 36         | 愛実                 | 5          | 1          | 5          |
| 5        | 出落ち         | アイロンヘッド・辻井 | 5          | 9          | 45         | 藤崎マーケット・田崎 | 5          | 10         | 50         |
| 6        | YAなはなC      | GAG少年楽団・宮戸    | 5          | 10         | 50         | プリマ旦那・野村     | 5          | 0          | 0          |
| 7        | FREE           | かまいたち・山内     | 1          | 4          | 4          | 藤崎マーケット・トキ | 5          | 8          | 80         |
| 合計     | 合計           | 182                  | 182        | 182        | 182        | 181                  | 181        | 181        | 181        |

タニローク探訪紀行〜悠久の歴史を求めて〜
「IPPUN GRAND PRIX」で谷町六丁目をプレゼンして初代IPPUN王者となったGAG少年楽団・宮戸の案内により、山里・愛実が谷町六丁目のおすすめスポットを巡る。吉田奈央のナレーションとは別に、学天即・奥田が現場でナレーションを行い、GAG少年楽団・坂本と福井によるコントが随時入る（宮戸いわく「タニローク＝谷町六丁目の歴史を感じてもらうための芝居」）。また空堀商店街などに学天即・四条が出没するが、出演者たちとの絡みはない。ちなみに空堀商店街でのロケ中に、山里が「衝撃のリアルドキュメント!? 実録!裸の田崎を5upへ届けろ!（後述）」のロケ隊を目撃していた。
衝撃のリアルドキュメント!? 実録!裸の田崎を5upへ届けろ!
「もってる!? モテるくん大感謝祭〜今夜限りのマル秘バトルSP〜」のイベント当日、読売テレビ本社で通常回の収録を終えた後、藤崎マーケット・田崎がシャワーを浴びていた間に、スタッフの手違いで衣裳とともに田崎の私服がイベント会場の5upよしもとに運ばれてしまう。イベント出演に間に合わせるため、裸の田崎 を、天竺鼠、かまいたち、藤崎マーケット・トキが人垣で回りを隠しながら、徒歩で送り届けることになる。開演4時間30分前に読売テレビ本社を出発し、度重なる困難に出会いながら開演時間ギリギリに5upよしもとに到着した。
穴場すぎるスポットに愛の手を! 空いてるどうでしょう?
山里と天竺鼠・川原が空いているスポットに行き、なぜ空いているのか率直な意見を言う企画。二人同時でダメ出しすると厳しいという判断から、一人がダメ出し、もう一人がフォローを担当し、最後にもっとお客さんが増えるようにアドバイスを書いた二人のサイン色紙を渡す。企画タイトルは『水曜どうでしょう』をもじっている。

## スタッフ

### 現在のスタッフ
- 演出・プロデューサー：関典明（2014年7月12日 - 、以前はディレクター→演出）
- ディレクター：龍田真享、増田健介、久世恵太、籾山裕太
- 構成：森、友光哲也、服部裕也、森下和哉、田村康介
- ブレーン：いいのりさ（以前は構成）
- TD：坂口拓磨、森下直樹
- SW：吉岡利晃、中西哲夫（中西→以前はCAM）
- CAM：松岡裕樹、勝木俊雄
- 照明：窪田和弘
- VE：上田好一、鈴木哲也
- MIX：井上典子
- AUD：山口隆吉、田中直樹
- MA：中川和哉
- SE：宮澤秀幸
- TK：藤本三誉
- EED：小林祥士、西村聡、国部泰治
- CG：村上晴輝
- 美術：野沢桃子
- 美術進行：能登谷奈津
- 小道具：澤田美奈子
- 宣伝：藤生朋子
- AP：藤林千絵
- AD：稲生祐一
- 協力：ワイズビジョン、関西東通、SOUND-K、グリーン・アート、高津商会、丸善、東京衣裳、ytv Nextry、エイデック、ハートス、レジスタX1
- プロデューサー：重枝栄子、片岡克也[64]、新穂英樹
- チーフプロデューサー：岩尾安治（2014年7月12日 - 、以前はプロデューサー）
- 制作協力：吉本興業
- 制作著作：ytv

### 過去のスタッフ
- ディレクター：鷲見演博、石田耕平、前等
- CAM：世古章次、松村明
- 照明：浜野眞治、堂免高志
- AUD：柚木良憲
- SE：片岡幸司
- TK：本行真由美
- 編集：渋谷良人、もたい英輔
- EED：浅地裕夫、国部泰治
- 宣伝：神松一三、熊谷有里子
- 協力：新光企画、A.I.C
- プロデューサー：佐藤恭仁子、谷口良信、西脇和之、木村友厚、田尻麻衣、植田隆志、梁桃子
- チーフプロデューサー：松尾修治（2012年3月17日 - 7月14日）、妹尾和己（2012年7月21日 - 2014年7月5日）

## 使用楽曲
- 「イベント情報」ジングル
  - 高梨康治「レッツプレイ!プリキュアモジュレーション」（『スイートプリキュア♪ オリジナル・サウンドトラック1 プリキュア・サウンド・ファンタジア!!』〔マーベラスAQL〕収録曲）のリミックス
- エンディングテーマ
  - 5uppers「それぞれのストーリー」（よしもとアール・アンド・シー、2012年3月17日 - 2014年9月27日）
  - CHIHIRO「RESET」（インペリアルレコード、2014年10月4日 -）
- エンドカード
  - ミルキィホームズ「恋の調査報告書」（ランティス）のイントロ部分